# Te Wahipounamu

Los 4 parques nacionales de Te Wahipounamu, Nueva Zelanda.

Te Wāhipounamu, en idioma maorí significa el lugar de las aguas de la piedra verde, por la abundancia de agua y una variedad de jade verde, llamado por los nativos pounamu. Está situado en la isla Sur, en la región de Southland, en el sudoeste de Nueva Zelanda. Abarca una superficie de 2.600.000 ha. Fue declarado Patrimonio de la Humanidad por la Unesco en el año 1990. Está compuesto por varios Parques nacionales, que son los siguientes: 
- Parque nacional Aoraki/Mount Cook
- Parque nacional de Fiordland
- Parque nacional del Monte Aspiring
- Parque nacional Westland

Se piensa que alberga algunas de las mejores representaciones modernas de la flora y la fauna de Gondwana, fue uno de los motivos para catalogarlo como un sitio Patrimonio de la Humanidad de la UNESCO.

## Descripción
Te Wahipounamu se extiende 450 km a lo largo de la costa occidental de la isla Sur de Nueva Zelanda. La elevación de esta área terrestre varía desde el nivel del mar hasta los 3800 m en el Monte Cook. En algunos lugares se extiende tierra adentro hasta 90 km. Dentro de Te Wahipounamu hay una multitud de características naturales que incluyen picos nevados, lagos de zafiro, cascadas, fiordos y valles. También alberga cientos de los glaciares más activos del mundo, pero los dos principales son el glaciar Franz Josef y el glaciar Fox. Es el área más grande y menos modificada del ecosistema natural de Nueva Zelanda. Y como tal, la flora y fauna de la zona es la mejor representación moderna del mundo de la antigua biota de Gondwana.

### Flora
La vegetación de Te Wahipounamu es diversa y se encuentra en un estado esencialmente prístino. En las montañas hay una rica vegetación alpina de arbustos, matas y hierbas. Las selvas tropicales más cálidas y de menor altitud están dominadas por podocarpos altos. Hay más selvas tropicales y humedales en el oeste, y los humedales naturales de agua dulce más extensos y menos modificados de Nueva Zelanda se encuentran en esta área. La llanura costera de Westland se caracteriza por sus pantanos de alta fertilidad y turberas de baja fertilidad.

### Fauna
Te Wahipounamu alberga muchos animales autóctonos y contiene la mayor y más importante población de aves forestales del país. La población salvaje total de takahē, que es de sólo unas 170 aves, se encuentra en unos pocos valles montañosos de Fiordland. A lo largo de la costa suroeste se encuentra la mayoría de los lobos marinos de Nueva Zelanda. También se encuentra en esta región el kiwi común, el kiwi moteado mayor, el perico maorí cabecigualdo, el pingüino de Fiordland, el halcón maorí, y la cerceta parda. El loro más raro y pesado del mundo, el kakapo, se encontraba en esta región hasta principios de la década de 1980. Ahora se cree que se ha extinguido en el continente.

### Población
La zona de Te Wahipounamu es la menos poblada de Nueva Zelanda. La mayoría de los residentes trabajan en empleos relacionados con el turismo, pero hay otras ocupaciones relacionadas con el uso de la tierra. En la costa, los residentes se dedican a la pesca, el pastoreo y la minería a pequeña escala. En la parte oriental de la zona del Patrimonio Mundial, el pastoreo es el principal uso de la tierra. El pastoreo de ovejas y vacas está permitido bajo licencia o arrendamiento, aunque la designación de Te Wahipounamu como Patrimonio de la Humanidad ha limitado las tierras disponibles para estas prácticas. 

### Geografía

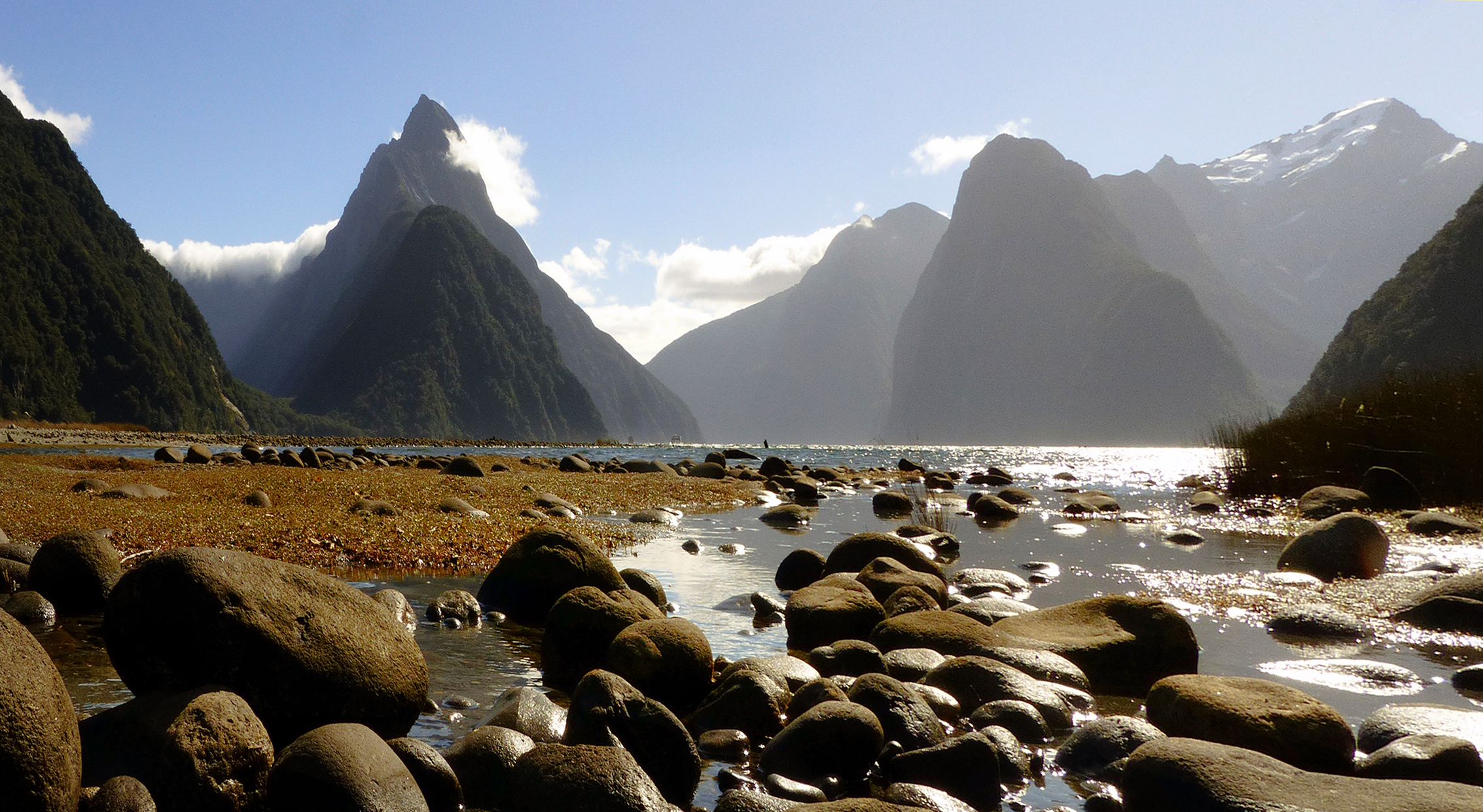
Milford Sound (en maorí: Piopiotahi) es un fiordo situado en el suroeste de la Isla Sur de Nueva Zelanda, dentro del Parque Nacional de Fiordland, la Reserva Marina de Piopiotahi (Milford Sound) y el sitio del Patrimonio Mundial Te Wahipounamu.

Te Wahipounamu es una de las regiones con mayor actividad sísmica del mundo. Se encuentra al otro lado del límite de dos placas, la placa del Pacífico y la placa Indo-Australiana. Las montañas de la zona son el resultado de movimientos tectónicos durante los últimos cinco millones de años. Los glaciares también son una característica importante de la zona. Su patrón básico se estableció durante las glaciaciones del Pleistoceno, aunque ha habido cambios posglaciales sustanciales. Estos cambios son mayores en los Alpes del Sur que en los Fiordlands. Los cambios típicos incluyen intensos barrancos, crestas dentadas y desprendimientos de rocas mayores y menores. Los desprendimientos de tierra, aunque no son frecuentes, constituyen un peligro potencial de la región. Incluso con la baja densidad de asentamientos y corredores de transporte, existe la posibilidad de que se produzcan desprendimientos en las proximidades de infraestructuras turísticas en los Alpes del Sur.

## Naturaleza
Dentro de Te Wahipounamu hay cuatro áreas silvestres. Estas áreas son Hooker-Landsborough, que cubre 41.000 ha, Olivine (80.000 ha), Pembroke (18.000 ha) y Glaisnock (125.000 ha). Juntas, estas áreas silvestres constituyen el 10% del área total de Te Wahipounamu. Su gestión se rige estrictamente por la política neozelandesa de espacios naturales.  Esta política define las áreas silvestres como “tierras silvestres que parecen haber sido afectadas solo por las fuerzas de la naturaleza, con cualquier huella de interferencia humana sustancialmente imperceptible. Las áreas silvestres designadas se administran para perpetuar su condición natural ". No hay instalaciones para visitantes en estas áreas. Sin carreteras, refugios, puentes o incluso pistas. Y no hay acceso aéreo para fines recreativos o comerciales. Los visitantes entran en estas áreas "en los términos de la naturaleza".
Las áreas silvestres perpetúan las ideas de pureza y naturaleza que han existido durante mucho tiempo. John Muir y Aldo Leopold abogaron por la protección de las áreas silvestres estadounidenses y las ideas de las áreas silvestres fueron una de las bases del movimiento ambiental en los Estados Unidos. La política neozelandesa en materia de espacios naturales refleja estas ideas con criterios sobre la existencia de estas tierras protegidas para su disfrute, pero manteniéndolas prácticamente intactas para el ser humano. Sin embargo, el continuo aumento del turismo en Nueva Zelanda está afectando esta experiencia. Hay sensación de aglomeración en varias de las rutas de senderismo de interior. Esto afecta y minimiza la experiencia deseada de naturaleza salvaje y soledad.

## Conexiones de la población maorí con la tierra
Toda la región de Te Wahipounamu tiene una profunda importancia para los maoríes, en particular para la tribu (iwi) Ngāi Tahu, cuyo rohe (área de control tradicional) cubre la mayor parte de la Isla Sur.

### Leyenda
La leyenda sobre la formación de esta región y la Isla Sur es la siguiente. Te Wahipounamu se formó cuando los cuatro hijos de Rakinui, el Padre Cielo, descendieron de los cielos y emprendieron un viaje alrededor de Papatuanuku, la Madre Tierra. Durante este viaje su canoa chocó contra un arrecife y los hermanos quedaron varados. Un viento helado del mar de Tasmania los congeló y su canoa se convirtió en la Isla Sur de Nueva Zelanda. El más alto de los hermanos era Aoraki y ahora es el Aoraki Mt. Cook, mientras que sus hermanos y los demás miembros de la tripulación forman el resto de los Alpes del Sur.
Los maoríes también tienen una leyenda sobre la formación de los glaciares Franz Josef y Fox. Esta leyenda comienza con Hinehukatere, a quien le encantaba escalar las montañas. Un día convenció a su amante, Tawe, para que se uniera a ella. Una avalancha mató a Tawe y se detuvo en el glaciar Fox. El nombre tradicional maorí del glaciar es Te Moeke o Tauwe, que significa lecho de Tauwe. Después de la muerte de Tauwe, Hinehukatere quedó desconsolada y lloró muchas lágrimas. Estas lágrimas se congelaron para formar el glaciar Franz Josef. El nombre maorí del glaciar Franz Josef es Ka Roimata o Hinehukatere, que significa las lágrimas de Hinehukatere.

### Usos de la región
El área fue, y sigue siendo, una fuente importante de piedra verde o jade pounamu. Esta piedra preciosa se utiliza para fabricar herramientas, armas y joyas maoríes.

## Sitio Patrimonio Mundial de la UNESCO
Te Wahipounamu se añadió a la Lista del Patrimonio Mundial de la UNESCO en 1990. El Parque nacional Aoraki/Mount Cook y el Parque nacional de Fiordland estaban anteriormente inscritos en la lista, pero ahora se consideran bajo Te Wahipounamu, que cubre todas estas áreas. Para ser inscrito en esta lista, Te Wahipounamu cumplió varios criterios. Contiene muchas de las características naturales que contribuyen a la reputación de Nueva Zelanda como un lugar con paisajes excepcionales. Se considera el mejor ejemplo moderno de la biota de Gondwanalandia y, por tanto, tiene importancia mundial. Existe un alto grado de geodiversidad y biodiversidad y los hábitats están en gran medida sin modificar. Y, por último, existe una amplia gama de flora y fauna inusuales de Nueva Zelanda, que demuestran su aislamiento evolutivo.

## Protección y gestión

### Requerimientos legales
La mayor parte de la tierra en Te Wahipounamu es propiedad de la Corona (el gobierno y el pueblo de Nueva Zelanda) y está administrada por el Departamento de Conservación de Nueva Zelanda. Las regulaciones más importantes son la Ley de Parques Nacionales de 1980 (National Parks Act 1980), la Ley de Conservación de 1987 (Conservation Act 1987) y la Ley de Reservas de 1977 (Reserves Act 1977), que no se elaboraron específicamente para Te Wahipounamu pero se aplican tal como están para toda Nueva Zelanda. Existe un mandato legislativo para la preservación y protección de los recursos naturales e históricos a fin de mantener su valor intrínseco, velar por su apreciación y disfrute recreativo por parte del público y salvaguardar las opciones de las generaciones futuras.

### Tratado de Waitangi
El Tratado de Waitangi otorga al pueblo Ngāi Tahu prestigio y autoridad sobre la tierra. El Departamento de Conservación está obligado a respetar los principios de este tratado. Esto implica un acuerdo de asociación con el pueblo Ngāi Tahu. Esta asociación implica un proceso de planificación comercial anual con la Ngāi Tahu iwi (la autoridad tribal superior), que brinda a los Ngāi Tahu la oportunidad de participar y contribuir a la gestión operativa de la propiedad.
Sin embargo, el tratado no siempre fue respetado, pero se llegó a un acuerdo cuando Te Wahipounamu fue declarado Área de Patrimonio Mundial (World Heritage Area). Las implicaciones de este acuerdo fueron triples. Primero, Mount Cook se convirtió en Aoraki/Mount Cook y se acordó que otras 88 características topográficas tuvieran nombres duales maorí/inglés. En segundo lugar, el título de Aoraki fue devuelto a la tribu Ngāi Tahu, quien a su vez se lo regaló al pueblo de Nueva Zelanda. Y finalmente a la Tribu se le otorgaron derechos de acceso y ocupación temporal para la recolección de alimentos y materiales tradicionales.

## Marco de planificación de la gestión
Hay cuatro entidades de planificación principales para desarrollar el marco de gestión de los recursos silvestres del Área del Patrimonio Mundial Te Wahipounamu. La primera entidad es la legislación. Nueva Zelanda no tiene ninguna legislación específica para el sitio del Patrimonio Mundial y, por lo tanto, Te Wahipounamu se gestiona según la legislación mencionada anteriormente (Ley de Parques Nacionales, Ley de Conservación, Ley de Reservas). La segunda entidad es la estrategia de visitantes. El Departamento de Conservación gestiona todos los sitios dentro de Te Wahipounamu según la Estrategia para Visitantes (Visitor Strategy). Esta estrategia divide a los visitantes en siete grupos según la duración de su estadía y el tipo de actividades que buscan. Luego proporciona oportunidades recreativas de calidad para estos grupos e instalaciones cuando sea apropiado. La tercera entidad son las estrategias de gestión de la conservación. Estos son documentos que establecen la conservación regional y describen prioridades estratégicas y sitios clave para la conservación de la biodiversidad y la recreación de los visitantes. La última entidad de planificación final son los planes de gestión. Se crean planes de gestión para sitios específicos dentro de Te Wahipounamu. Cada Parque Nacional tiene su propio plan de gestión.

## Turismo
Las principales atracciones turísticas dentro de Te Wahipounamu son Milford Sound y Milford Track, el lago Te Anau y Kepler Track, Routeburn Track y Mount Aspiring, Aoraki / Mount Cook y el glaciar Tasman,  el glaciar Franz Josef y el glaciar Fox. Solo hay dos carreteras principales en la región, la autopista Haast y la autopista Milford. A lo largo de estas carreteras, que se conocen como los corredores de la “Carretera Patrimonial”, hay una red de diez centros de visitantes y una multitud de paseos por la naturaleza. Una de las principales atracciones de Te Wahipounamu, y de Nueva Zelanda en general, es el paisaje natural. Un estudio encontró que los factores de motivación clave para los visitantes de Te Wahipounamu son el paisaje y las actividades recreativas. El turismo en Te Wahipounamu es un turismo "verde" basado en la naturaleza. Existe una combinación de turismo de naturaleza y aventura. Hay algunas actividades turísticas estrictamente basadas en la naturaleza, como caminar en los Parques Naturales, avistamiento de ballenas y paseos en bote en Fiordland Sounds. Luego están las actividades como el vagabundeo o el trekking, que contienen componentes de aventura como cruzar ríos o pasos de montaña mientras se disfruta del paisaje natural. Incluso las actividades de aventura como caminatas por glaciares, rafting y escalada se llevan a cabo en el entorno natural.
Según Charnley, este tipo de turismo de naturaleza puede no calificarse como ecoturismo. En su definición de ecoturismo, debe tener beneficios sociales genuinos y servir como una herramienta para el desarrollo comunitario sostenible. Esto requiere cumplir tres condiciones. Los beneficios económicos deben estructurarse de una manera culturalmente apropiada que los haga accesibles a la población objetivo. Para que las comunidades se beneficien, necesitan una tenencia segura de la tierra en el área, así como la capacidad de tomar decisiones sobre el uso de la tierra. Y los beneficios del turismo tienen que ser más que económicos, deben promover objetivos de justicia social y política más profundos. Las comunidades de Te Wahipounamu sobreviven principalmente a través del turismo. La mayoría de los residentes de la región están allí debido a las oportunidades de empleo turístico. Por lo tanto, los beneficios económicos prevalecen, pero en la mayoría de los casos carece de un componente cultural o de conservación adicional. Aunque hay algunas actividades y recorridos turísticos más basados en la historia y la cultura disponibles. Existe una integración cultural entre los visitantes y los lugareños debido a la pequeña escala de las instalaciones, pero con menos frecuencia existe un vínculo con la cultura tradicional maorí. Los esfuerzos de conservación están en marcha en toda esta región, pero son el resultado de las creencias gubernamentales y la designación del Patrimonio Mundial, no son el resultado de la herramienta del ecoturismo. Mucha gente puede referirse al ecoturismo en Te Wahipounamu, pero si realmente merece ese título está abierto a interpretación.

## Cuestiones varias
En Te Wahipounamu hay una serie de cuestiones que aún deben resolverse. Entre ellas figuran las siguientes
- La amenaza medioambiental de una carretera Haast-Hollyford, una propuesta que se viene sugiriendo desde la década de 1870.[5]
- También es necesario forjar una asociación de trabajo con las iwi Ngāi Tahu.[5] En principio existe un marco para esta asociación, pero es un problema persistente hacer realidad el marco teórico y poner en práctica una verdadera asociación.
- Debido al turismo hay un aumento de los aviones turísticos. La contaminación acústica de estas aeronaves perturba la "tranquilidad natural" de esta región, que muchos desean preservar.[5]
- Actualmente, el Área del Patrimonio Mundial no incluye un componente marino. Se percibe la necesidad de proteger mejor la naturaleza salvaje costera.[5]
- Uno de los mayores problemas a los que se enfrenta la región son las poblaciones de especies invasoras. Las especies invasoras son las que más impacto tienen en la región.[2] El aumento de la población de ciervos rojos y otros mamíferos ramoneadores como el wapití, la cabra y el gamo han causado graves daños y amenazan especialmente la integridad de los ecosistemas forestales y alpinos.[2] La caza comercial se ha utilizado como medio para reducir estas poblaciones a niveles ecológicamente aceptables. El Departamento de Conservación tiene programas de control y la política de los Parques Nacionales es erradicar las nuevas invasiones y erradicar o reducir el área de distribución de las especies invasoras existentes.